# Brian Kilrea Coach of the Year Award

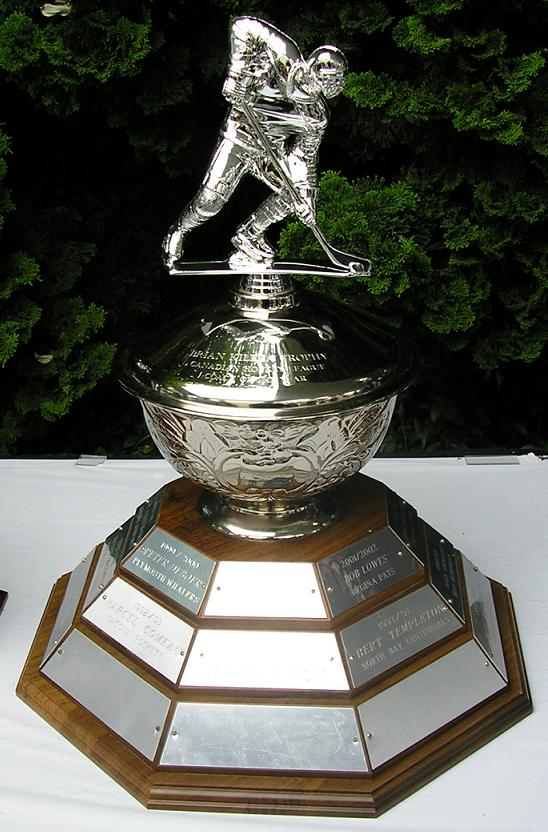
Brian Kilrea Coach of the Year Award

Der Brian Kilrea Coach of the Year Award (dt. Trainer des Jahres) ist eine Auszeichnung der Canadian Hockey League. Er wird seit Ende der Saison 1987/88 an den besten Trainer der drei großen kanadischen Juniorenligen vergeben. Zur Wahl steht jeweils der Gewinner der Dunc McCallum Memorial Trophy (bester Trainer der Western Hockey League), der Matt Leyden Trophy (bester Trainer der Ontario Hockey League) und der Trophée Ron Lapointe (bester Trainer der Quebec Major Junior Hockey League).
Bis 2003 hieß die Trophäe CHL Coach of the Year Award, ehe sie nach Brian Kilrea benannt wurde. Kilrea war mit Ausnahme von drei Spielzeiten zwischen 1974 und 2009 in der Ontario Hockey League als Trainer der Ottawa 67’s aktiv und somit länger als jeder andere Trainer in der Geschichte des kanadischen Junioreneishockey. Er selbst war fünfmal Preisträger der Matt Leyden Trophy und gewann einmal die Trophäe als bester Trainer der Canadian Hockey League.

## Gewinner
| Jahr    | Trainer                | Team                        | Liga           |
| ------- | ---------------------- | --------------------------- | -------------- |
| 2024/25 | Gardiner MacDougall    | Moncton Wildcats            | QMJHL          |
| 2023/24 | Jean-François Grégoire | Baie-Comeau Drakkar         | QMJHL          |
| 2022/23 | Dave Cameron           | Ottawa 67’s                 | OHL            |
| 2021/22 | Jim Hulton             | Charlottetown Islanders     | QMJHL          |
| 2020/21 | nicht vergeben         | nicht vergeben              | nicht vergeben |
| 2019/20 | André Tourigny         | Ottawa 67’s                 | OHL            |
| 2018/19 | Mario Pouliot          | Rouyn-Noranda Huskies       | QMJHL          |
| 2017/18 | Drew Bannister         | Sault Ste. Marie Greyhounds | OHL            |
| 2016/17 | Ryan McGill            | Owen Sound Attack           | OHL            |
| 2015/16 | Gilles Bouchard        | Rouyn-Noranda Huskies       | QMJHL          |
| 2014/15 | Sheldon Keefe          | Sault Ste. Marie Greyhounds | OHL            |
| 2013/14 | Éric Veilleux          | Baie-Comeau Drakkar         | QMJHL          |
| 2012/13 | Dominique Ducharme     | Halifax Mooseheads          | QMJHL          |
| 2011/12 | Jim Hiller             | Tri-City Americans          | WHL            |
| 2010/11 | Gerard Gallant         | Saint John Sea Dogs         | QMJHL          |
| 2009/10 | Gerard Gallant         | Saint John Sea Dogs         | QMJHL          |
| 2008/09 | Bob Boughner           | Windsor Spitfires           | OHL            |
| 2007/08 | Bob Boughner           | Windsor Spitfires           | OHL            |
| 2006/07 | Clément Jodoin         | Lewiston MAINEiacs          | QMJHL          |
| 2005/06 | Willie Desjardins      | Medicine Hat Tigers         | WHL            |
| 2004/05 | Cory Clouston          | Kootenay Ice                | WHL            |
| 2003/04 | Dale Hunter            | London Knights              | OHL            |
| 2002/03 | Marc Habscheid         | Kelowna Rockets             | WHL            |
| 2001/02 | Bob Lowes              | Regina Pats                 | WHL            |
| 2000/01 | Brent Sutter           | Red Deer Rebels             | WHL            |
| 1999/00 | Peter DeBoer           | Plymouth Whalers            | OHL            |
| 1998/99 | Guy Chouinard          | Québec Remparts             | QMJHL          |
| 1997/98 | Dean Clark             | Calgary Hitmen              | WHL            |
| 1996/97 | Brian Kilrea           | Ottawa 67’s                 | OHL            |
| 1995/96 | Bob Lowes              | Brandon Wheat Kings         | WHL            |
| 1994/95 | Craig Hartsburg        | Guelph Storm                | OHL            |
| 1993/94 | Bert Templeton         | North Bay Centennials       | OHL            |
| 1992/93 | Marcel Comeau          | Tacoma Rockets              | WHL            |
| 1991/92 | Bryan Maxwell          | Spokane Chiefs              | WHL            |
| 1990/91 | Joe Canale             | Chicoutimi Saguenéens       | QMJHL          |
| 1989/90 | Ken Hitchcock          | Kamloops Blazers            | WHL            |
| 1988/89 | Joe McDonnell          | Kitchener Rangers           | OHL            |
| 1987/88 | Alain Vigneault        | Hull Olympiques             | QMJHL          |